# Ray Collins (attore)
Ray Bidwell Collins (Sacramento, 10 dicembre 1889 – Santa Monica, 11 luglio 1965) è stato un attore statunitense, attivo in teatro, radio, cinema e televisione.
È conosciuto per aver collaborato in molte produzioni teatrali, radiofoniche e cinematografiche di Orson Welles e per aver interpretato il ruolo del tenente della polizia Arthur Tragg nella serie televisiva Perry Mason, accanto a Raymond Burr, fra il 1957 e il 1965 - ovvero dalla prima all'ottava stagione del serial. Dopo la sua morte, il suo personaggio non fu più utilizzato e nella serie televisiva si alternarono diversi altri investigatori.

## Biografia
Collins visse il suo momento d'oro fra gli anni quaranta e gli anni cinquanta come interprete cinematografico. Attore eclettico, interpretò pellicole di vario genere, dai film drammatici alle commedie brillanti e ai musical, fino ai western e ai polizieschi.
La sua filmografia include oltre cento titoli fra lavori per il cinema e per la televisione, in cui apparve fra il 1930 e il 1965. Molta della sua fortuna è dovuta all'amicizia e al sodalizio artistico con il collega Orson Welles, con cui condivise numerosi successi, fra i quali Quarto potere (1941) e L'infernale Quinlan (1958).
Nato da Lillie Bidwell e William C. Collins, cronista al Sacramento Bee, incominciò a recitare in teatro all'età di quattordici anni. Nel 1922 entrò a far parte di una compagnia chiamata Vancouver's Popular Players che recitava nello storico Orpheum Theatre di Vancouver, B.C..
A metà degli anni trenta, quando era ormai un attore impiegato stabilmente in teatro e alla radio, Collins incominciò a lavorare con Orson Welles al Mercury Theatre, producendosi in alcune delle sue migliori interpretazioni teatrali. Con Welles l'attore aveva già lavorato alla radio in The Shadow e nel 1937 avrebbe poi preso parte all'adattamento radiofonico che lo stesso Welles aveva scritto del capolavoro di Victor Hugo Les Misérables. Da quell'anno Collins divenne un attore fisso nella trasmissione radiofonica The Mercury Theatre on the Air; in questa serie diede vita a diverse caratterizzazioni in adattamenti radiofonici di lavori letterari come L'isola del tesoro e Il circolo Pickwick.
Sebbene non vi fosse accreditato, Collins partecipò anche al famoso lavoro radiofonico di Welles La guerra dei mondi, in cui interpretò tre ruoli, fra cui quello di Mr. Wilmuth (nella cui fattoria atterra il velivolo dei marziani) e quello del narratore che descrive la distruzione di New York. Sempre con i colleghi del Mercury Theatre, Collins diede la sua interpretazione più ragguardevole nel film di Welles Quarto potere, in cui interpretava il boss Jim Gettys.
Per la televisione, Collins partecipò - oltre al citato serial Perry Mason - ad altre serie televisive, anche come guest star, fra cui I racconti del West.
Morì all'età di 75 anni a causa di un enfisema ed è sepolto nel Forest Lawn Memorial Park di Hollywood Hills.

## Filmografia parziale

### Cinema
- Quarto potere (Citizen Kane), regia di Orson Welles (1941)
- L'orgoglio degli Amberson (The Magnificent Ambersons), regia di Orson Welles (1942)
- Dedizione (The Big Street), regia di Irving Reis (1942)
- Uragano all'alba (Commandos Strike at Dawn), regia di John Farrow (1942)
- La commedia umana (The Human Comedy), regia di Clarence Brown (1943)
- La fortuna è bionda (Slightly Dangerous), regia di Wesley Ruggles (1943)
- L'incubo del passato (Crime Doctor), regia di Michael Gordon (1943)
- Il difensore di Manila (Salute to the Marines), regia di S. Sylvan Simon (1943)
- La settima croce (The Seventh Cross), regia di Fred Zinnemann (1944)
- L'avventuriero della città d'oro (Barbary Coast Gent), regia di Roy Del Ruth (1944)
- California (Can't Help Singing), regia di Frank Ryan (1944)
- Il fantasma (The Unseen), regia di Lewis Allen (1945)
- Femmina folle (Leave Her to Heaven), regia di John M. Stahl (1945)
- I forzati del mare (Two Years Before the Mast), regia di John Farrow (1946)
- La terra dei senza legge (Badman's Territory), regia di Tim Whelan (1946)
- Notte di paradiso (A Night in Paradise) regia di Arthur Lubin (1946)
- I migliori anni della nostra vita (The Best Years of Our Lives), regia di William Wyler (1946)
- Doppia vita (A Double Life), regia di George Cukor (1947)
- Vento di primavera (The Bachelor and the Bobby-Soxer), regia di Irving Reis (1947)
- La lunga attesa (Homecoming), regia di Mervyn LeRoy (1948)
- Suprema decisione (Command Decision), regia di Sam Wood (1948)
- Non si può continuare ad uccidere (The Man from Colorado), regia di Henry Levin (1948)
- La fonte meravigliosa (The Fountainhead), regia di King Vidor (1949)
- Quando torna primavera (It Happens Every Spring), regia di Lloyd Bacon (1949)
- L'ereditiera (The Heiress), regia di William Wyler (1949)
- Francis, il mulo parlante (Francis), regia di Arthur Lubin (1950)
- L'allegra fattoria (Summer Stock), regia di Charles Walters (1950)
- La valle della vendetta (Vengeance Valley), regia di Richard Thorpe (1951)
- Il comandante Johnny (You're in the Navy Now), regia di Henry Hathaway (1951)
- La gang (The Racket), regia di John Cromwell (1951)
- Primo peccato (Dreamboat), regia di Claude Binyon (1952)
- Il tenente dinamite (Column South), regia di Frederick de Cordova (1953)
- I cavalieri di Allah (The Desert Song), regia di H. Bruce Humberstone (1953)
- Athena e le 7 sorelle (Athena), regia di Richard Thorpe (1954)
- Ore disperate (Desperate Hours), regia di William Wyler (1955)
- Come prima... meglio di prima (Never Say Goodbye), regia di Jerry Hopper (1956)
- Una Cadillac tutta d'oro (The Solid Gold Cadillac), regia di Richard Quine (1956)
- L'infernale Quinlan (Touch of Evil), regia di Orson Welles (1958)

### Televisione
- Climax! – serie TV, episodio 1x20 (1955)
- The 20th Century-Fox Hour – serie TV, episodi 1x06-1x13 (1955-1956)
- Scienza e fantasia (Science Fiction Theatre) – serie TV, episodi 1x15-1x26-2x24 (1955-1956)
- Perry Mason – serie TV, 241 episodi (1957-1965)

## Doppiatori italiani
- Olinto Cristina in L'orgoglio degli Amberson, Francis, il mulo parlante, La valle della vendetta, La gang, Il ritorno di Montecristo, California, I cavalieri di Allah
- Mario Besesti in Il comandante Johnny, Primo peccato, Athena e le 7 sorelle, Come prima... meglio di prima
- Corrado Racca in Dedizione, La fonte meravigliosa
- Manlio Busoni in Ore disperate, L'infernale Quinlan
- Aldo Silvani in Vento di primavera
- Nino Pavese in La fortuna è bionda
- Amilcare Pettinelli in Non si può continuare ad uccidere
- Gaetano Verna in L'ereditiera
- Luigi Pavese in Il tenente dinamite
- Gino Baghetti in Una Cadillac tutta d'oro
- Gualtiero De Angelis in Quarto potere (ridoppiaggio)
- Roberto Bertea in L'orgoglio degli Amberson (ridoppiaggio)
- Carlo Romano in I migliori anni della nostra vita (ridoppiaggio)
- Mario Milita in Femmina folle (ridoppiaggio)
- Dario Penne in Non si può continuare ad uccidere (ridoppiaggio)